# Leonid Romànov
Leonid Romànov (rus: Леонид Михайлович Романов)  (Moscou, 13 de febrer de 1947) és un tirador d'esgrima rus, ja retirat, especialista en floret, que va competir sota bandera de la Unió Soviètica durant la dècada de 1970.
El 1972 va prendre part en els Jocs Olímpics d'Estiu de Múnic, on va guanyar la medalla de plata en la prova de floret per equips del programa d'esgrima.
En el seu palmarès també destaquen sis medalles al Campionat del Món d'esgrima, dues d'or, dues de plata i dues de bronze, entre les edicions de 1967 i 1971, així com dues medalles d'or a les Universíades de 1970 El 1970 guanyà dues medalles d'or a les Universíades
Una vegada retirat exercí d'entrenador. Ha ocupat diversos càrrecs polítics a Rússia, com ara assessor del Cap de la Cambra de Comerç i Indústria de la Federació Russa o President del Consell Públic de la Direcció Principal del Ministeri de l'Interior de Rússia per a la Regió de Moscou. En el context de la invasió russa d'Ucraïna va ser inclòs a la llista de sancions de la Unió Europea.